# Saint-Félix (Oise)
Saint-Félix – miejscowość i gmina we Francji, w regionie Hauts-de-France, w departamencie Oise.
Według danych na rok 1990 gminę zamieszkiwało 417 osób, a gęstość zaludnienia wynosiła 81 osób/km² (wśród 2293 gmin Pikardii Saint-Félix plasuje się na 596. miejscu pod względem liczby ludności, natomiast pod względem powierzchni na miejscu 860.).